# St. Peter und Paul (Leutherheide)

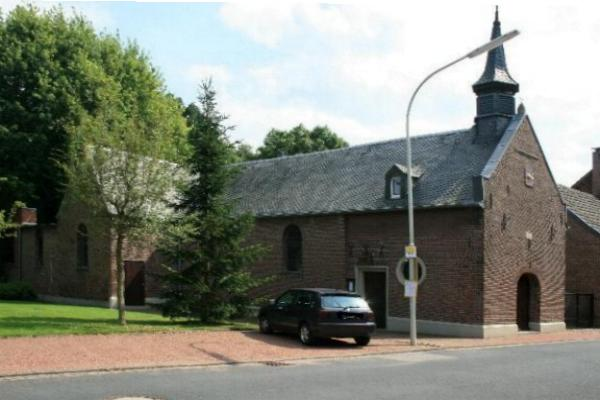
St. Peter und Paul in Leutherheide

St. Peter und Paul ist eine römisch-katholische Rektoratskirche in Leutherheide, einem Stadtteil von Nettetal im Kreis Viersen in Nordrhein-Westfalen.
Die Kirche ist unter Nummer 71 in die Liste der Baudenkmäler in Nettetal eingetragen und steht unter dem Patrozinium der hl. Apostel Petrus und Paulus. 

## Geschichte
Leutherheide gehörte seit jeher zur Pfarre Leuth. Im Jahr 1628 veranlasste der damalige Leuther Pfarrer Theodor Otten den Bau einer Marienkapelle in Leutherheide. Für den Unterhalt hatte fortan die Rosenkranzbruderschaft zu sorgen. 1768 wurde die Kapelle nach Osten hin um das Dreifache verlängert, seitdem trägt sie vermutlich auch das Patrozinium Peter und Paul. 1867 erhielt Leutherheide einen eigenen Rektor, und 1899 wurde das Gotteshaus letztmalig wiederum nach Osten um ein Querschiff und einen neuen Chor nach Plänen des Architekten Arnold Traugott erweitert, zudem wurde im Innenraum ein Gewölbe eingezogen. 1905 erhielt die Gemeinde seelsorgliche Selbstständigkeit und zum 1. Dezember 1907 eigene Vermögensverwaltung. Seit dem 1. Mai 1960 ist Leutherheide Pfarrvikarie.

## Baubeschreibung
St. Peter und Paul ist eine einschiffige Kreuzkirche im Stil des Barock mit sechseckigem Dachreiter über dem Westgiebel und dreiseitig geschlossenem Chor im Osten. 

## Pfarrvikare
Folgende Priester wirkten bislang als Rektor bzw. Pfarrvikar an St. Peter und Paul:
- 1916–1930: Gerhard Kuypers
- 1930–1933: Johann Wesendonk
- 1933–1939: Karl Döhn
- 1939–1946: Karl Franken
- 1947–1951: Peter Lennards
- 1951–1959: Hubert Kapell
- 1959–1959: Robert Niechoj
- 1959–1959: Wilhelm Rang
- 1959–1960: Leo Plum
- 1960–1965: Leo Arns
- 1965–1966: Franz Borgschulte
- 1966–1970: P. Bertrand Gbur OFM
- 1971–1976: Ferdinand Jansen
- 1976–1999: Hermann Josef Klumpen
- 2000–2024: Günter Puts
- Seit 2024: Benedikt Schnitzler